# 크랜베리스
크랜베리스(The Cranberries)는 아일랜드의 얼터너티브 록 밴드이다. 2003년부터 활동을 중단하였으며, 돌로레스 오리오던은 솔로로 활동하며 2007년에 데뷔 음반을 발표하였다. 2009년부터 재결합하여 활동을 재개하였다.

## 구성원
- 노엘 호건(Noel Hogan) - 일렉트릭 기타, 어쿠스틱 기타
- 마이크 호건(Mike Hogan) - 베이스
- 퍼걸 롤러(Fergal Lawler) - 드럼

### 전 구성원
- 돌로레스 오리오던(Dolores O'Riordan) - 보컬, 기타, 키보드 - 2018년 1월 15일 향년 46세로 사망[1]

## 음반 목록

### 정규 음반
- 《Everybody Else Is Doing It, So Why Can't We?》(1993년)
- 《No Need to Argue》(1994년)
- 《To the Faithful Departed》(1996년)
- 《Bury the Hatchet》(1999년)
- 《Wake Up and Smell the Coffee》(2001년)
- 《Roses》(2012년)
- 《Something Else》(2017년)
- 《In the End》(2019년)

### 컴필레이션 음반
- 《Stars: The Best of 1992-2002》(2002년)
- 《Treasure Box - The Complete Sessions 1992-1999》(2002년)